# Cesare Valletti
Pour les articles homonymes, voir Valletti.
Cesare Valletti (Rome, 18 décembre 1922 - Gênes, 13 mai 2000) est un ténor lyrique italien de grande classe, considéré comme le véritable héritier de Tito Schipa, qui fut son maître.

## Biographie
Cesare Valletti étudie à Rome avec le grand ténor Tito Schipa. Il fait ses débuts à Bari, en 1947, dans le rôle d'Alfredo de La Traviata. Il est rapidement invité dans tous les grands théâtres d'Italie, où il s'affirme dans le répertoire mozartien et celui du bel canto italien Rossini-Donizetti-Bellini. Il était aussi très apprécié dans les ouvrages de Cimarosa et Fioravanti.
Après ses débuts à La Scala de Milan en 1950, en Almaviva, il parait la même année au Royal Opera House de Londres. Ensuite suivent l'Opéra de Vienne, l'Opéra Garnier, le Palacio de Bellas Artes à Mexico et le Teatro Colón à Buenos Aires, le San Francisco Opera, le Lyric Opera de Chicago et finalement le Metropolitan Opera de New York, le 10 décembre 1953, en Don Ottavio. Il y restera jusqu'en 1960, tout en continuant de se produire en Europe. Il est aussi de tous les festivals, Glyndebourne, Vérone, Florence, Salzbourg, où il chante dans Idomeneo, La donna del lago, La gazza ladra.
En 1955, il participe aux prestigieuses représentations de La Sonnambula à La Scala, auprès de Maria Callas, sous la direction de Leonard Bernstein. Il retrouvera Callas à Londres en 1958 pour une émouvante Traviata.
Son répertoire comprend entre autres, les opéras suivants; Il matrimonio segreto, Cosi fan tutte, L'italiana in Algeri, La Cenerentola, L'elisir d'amore, Don Pasquale, Linda di Chamounix, L'amico Fritz, Werther, etc.
Valletti met fin à sa carrière en pleine gloire, dans l'opéra L'incoronazione di Poppea de Monteverdi, au Festival de Caramoor, en 1968.
Après son retrait il se joint à la compagnie de son beau-père où il devient directeur. Il meurt subitement d'une crise cardiaque alors qu'il suivait un traitement pour le cancer du foie.

## Discographie sélective
- Berlioz, Roméo et Juliette, Rosalind Elias, Giogo Tozzi, New England Conservatory Chorus, Boston Symphony Orchestra, dir. Charles Munch. LP RCA 1962 (stereo) report CD BMG 1997.
- Berlioz, Requiem, Cesare Valletti, ténor, Temple University Choir, Philadelphia Orchestra, dir.Eugène Ormandy. LP CBS 1964 report CD Sony classical 1997

## Sources
- Harold Rosenthal, John Warrack, Roland Mancini et Jean-Jacques Rouveroux, Guide de l'opéra, Paris, Fayard, coll. « Les indispensables de la musique », 1995, 968 p. (ISBN 978-2-213-59567-2)